# قضايا المثليين في كأس العالم 2022
ليست هناك قوانين محدَّدة تصوغُ حقوقًا للمثليين في قطر، فالمثلية الجنسية مجرَّمة في البلد، وبسببِ هذا فقد واجهت قطر حينَ اختيرَت لاستضافة كأس العالم 2022 الكثير من الانتقادات بسببِ هذا الموضوع وبسبب مواضيع أخرى لها علاقة بالقيود المفروضة على عددٍ من الأمور، ثمّ سُرعان ما تحوَّل الأمر من انتقاداتٍ وصارَ موضع جدل في الكثير من الأوساط السياسيّة والرياضية وغيرها.

## المثليّة في المونديال

### التعبير العلني
أُثيرت عام 2010 بعضُ المخاوف بشأن حقوق المثليين الذين سيحضرون البطولة، وذلك على اعتبار أنّ المثلية الجنسية غير قانونية في قطر. تعرَّض جوزيف بلاتر رئيس الاتحاد الدولي لكرة القدم (الفيفا) آنذاك لانتقاداتٍ لأنه قال مازحًا لمراسلٍ يستفسرُ عن هذه المخاوف أنّ الحاضرين من المثليين «يجبُ أن يمتنعوا عن أيّ أنشطة جنسية»، وفي اعتذاره عن هذا التصريح، أكَّد بلاتر أن الفيفا لا تتسامحُ مع التمييز، وصرَّح قائلًا: «[الفيفا] لا تُريد أيّ تمييز. ما نريد القيام به هو فتح هذه اللعبة للجميع، وفتحها لجميع الثقافات، وهذا ما سنفعله في عام 2022».
نشرت منظمة هيومن رايتس ووتش تقريرًا وردَ فيه أنّ قطر اعتقلت «بشكل تعسّفي» عددًا من أفراد مجتمع الميم وعرّضتهم لسوء المعاملة أثناء الاحتجاز. نشرت مجلّة جاي تايمز البريطانيّة (بالإنجليزية: Gay Times)‏ وهي المجلة المخصّصة للمثليين تقريرًا قالت فيهِ أنه يُمكن الحكم على المسلمين بالإعدام بتهمة المثلية الجنسية بموجب الشريعة الإسلامية، لكنها أكّدت في نفسِ الوقت انعدام وجود حالات معروفة طُبّقت فيها عقوبة الإعدام على المثلية الجنسية في قطر.
صرَّح حسن الذوادي عام 2013 أنه سيتمُّ الترحيب بالجميع في قطر 2022، لكنه حذر من التعبير العلني في الأماكن العامة «لأنهم [الشواذ] ليسوا جزءًا من ثقافتنا وتقاليدنا». بدا أن اللجنة المنظمة في قطر تراجعت عن ذلك في أيلول/سبتمبر 2022، عندما قال الرئيس التنفيذي للاتحاد الإنجليزي لكرة القدم مارك بولينغهام إنّ هناك تأكيداتٍ بأن «الأزواج المثليين لن يتعرضوا للاعتقال أثناء إمساك أيديهم أو تقبيلِ بعضهم البعض في الأماكن العامة في قطر». مع ذلك وقبل وقتٍ قصيرٍ من بدء البطولة، وصفَ لاعب قطر الدولي السابق وسفير كأس العالم خالد سلمان المثلية الجنسية بأنها «اضطراب عقلي» وذلك في مقابلة مع محطة زي دي إف الألمانية، وهو ما أثارَ الكثير من الجدل وخلَّف المزيد من الانتقادات بما في ذلك انتقادات من أعضاء وشخوص في الحكومة الألمانية. قال سلمان لاحقًا إن تصريحاته قد حُرّفت من قِبل وكالات الأنباء.

### شائعة الفحوصات الطبيّة
انتشرت شائعاتٌ ومزاعم تُفيد بأنّ قطر ستقوم بفحوصات طبيّة لكشف وحظر المثليين جنسيًا من دخول البلاد، وهو ما دفعَ الناشط الحقوقي البريطاني بيتر تاتشيل للقولِ «إنّ الفيفا الآن ليس لديها خيارٌ سوى إلغاء كأس العالم في قطر». تبثَ لاحقًا أنّ مزاعم الفحوصات الطبيّة هذه كانت مجرد شائعات، ولم تسنّ قطر فحوصاتٍ من هذا القبيل، كما تبيَّنَ أن هذا الاقتراح جاء من الكويت وبينما كان يشملُ دولًا أخرى مجاورة، لم يشمل قطر.

### دفاع إنفانتينو
في مؤتمرٍ صحفي في اليوم السابق للمباراة الافتتاحية، وفي مواجهة انتقادات متجددة بأنّ الجماهير المثليّة تشعرُ بعدم الأمان، واصلَ رئيس فيفا جياني إنفانتينو الدفاع عن أنّ «كل من يأتي إلى قطر مرحَّبٌ به، بغض النظر عن الدين أو العرق أو الميول الجنسية أو المعتقدات. الجميع مرحب به. كان هذا مطلبنا وتلتزم الدولة القطرية بهذا المطلب»، وجادلَ بأن القوانين ضدَّ المثليين والمتحولين جنسيًا موجودة في العديد من بلدان العالم، وأضافَ أنّ مثل هذه القوانين «كانت موجودة في سويسرا [حيث يوجد مقر الفيفا وحيثُ ترعرعَ إنفانتينو] عندما نظمت كأس العالم في عام 1954».

## محاولات تعزيز حقوق مجتمع الميم في قطر
اقترحَ لاعب كرة القدم الأسترالي مثلي الجنس جوش كافالو في كانون الثاني/يناير أنه سيدعمُ إقامة كأس العالم في قطر إذا كان من الممكن أن يتسبَّب ذلك في تغيير القوانين، واصفًا هذا الاحتمال بأنه «فرصة رائعة»، بعد أن أعربَ سابقًا عن خوفه من السفر إلى الدوحة قبل أن تُخبره اللجنة المنظمة أنه سيكون موضعَ ترحيب. دعت هيومن رايتس ووتش في تشرين الأول/أكتوبر 2022 الفيفا إلى الضغطِ على قطر لتنفيذِ إصلاحاتٍ تحمي مجتمع الميم بعد أن نفى مسؤول قطري وجود حالات تعرَّض فيها أفرادٌ من مجتمع الميم للضربِ في السجن. في نفسِ السياق فقد رفضَ المسؤولون القطريون مزاعم وجود مراكز لعلاج التحويل في قطر. أفادت أليكس سكوت الناقدة التلفزيونيّة في بي بي سي سبورت قبل المباراة الافتتاحية اقتراحَ أشخاصٍ عليها البقاء في المنزل، لكنها أرادت بدلًا من ذلك استغلال فرصة حضور كأس العالم. لتسليطِ الضوء على مثل هذه القضايا ومعالجتها، وهو ما فعلته في عدة مناسبات.

## حيلة جو ليسيت
قبل أسبوعٍ من انطلاق البطولة وتحديدًا في 13 تشرين الثاني/نوفمبر 2013، نشرَ الممثل الكوميدي البريطاني جو ليسيت مقطع فيديو ينتقدُ فيه ديفيد بيكهام لصفقة الرعاية المربحة التي عقدها مع قطر للترويجِ لكأس العالم، وركَّز الانتقادُ على موقف البلاد من حقوق المثليين. وعدَ ليسيت في الفيديو بتقديم 10.000 جنيه إسترليني للجمعيات الخيرية التي تدعمُ الأشخاص المثليين في كرة القدم إذا انسحبَ بيكهام من الصفقة، وإذا لم يفعل فإنّه سيُمزّق تلكَ الأموال خلال بثٍ مباشرٍ في 20 نوفمبر قبل حفل الافتتاح مباشرة. بعد انقضاء الموعد النهائي دون أي ردٍ من بيكهام أو ممثليه، بثَّ ليسيت مقطعًا على المباشر فعلًا، لكنّه كشفَ أنّ خبر تمزيقه للمال كانت مجرد خدعة أو حيلة، مؤكّدًا أنه تبرع بالمالِ لجمعية خيرية، ولم يكن لديه نية منذ البداية لتضييع أو تمزيق كل تلكَ الأموال. 

## ملابس الفريق

### شارة حبّ واحد

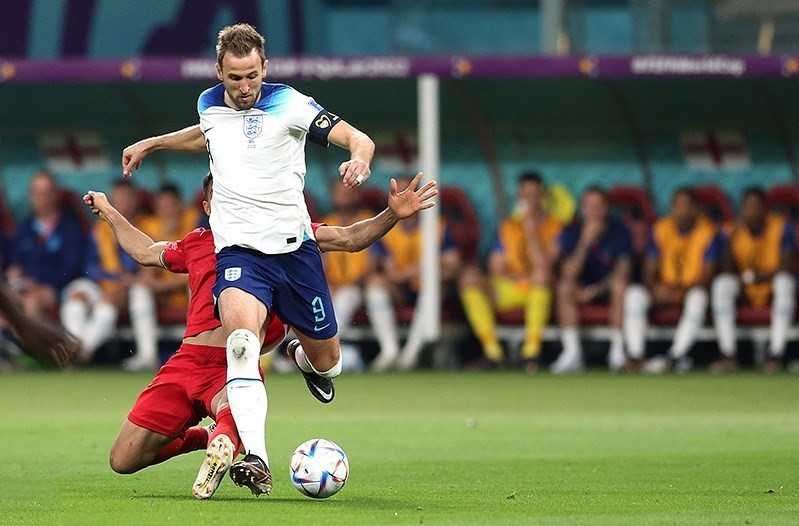
قائد المنتخب الإنجليزي هاري كين في مباراة إنجلترا الأولى، مرتديًا شارة الفيفا «No discrimination» (بالعربيّة: بدون تمييز) عوضَ شارة «One Love» (بالعربيّة: حب واحد).

تحدث أو خطَّطَ قادةُ كل من منتخب إنجلترا وويلز وبلجيكا والدنمارك وألمانيا وسويسرا وهولندا لارتداء شارة حب واحد، وهي الشارةُ التي تتميّز بتصميمٍ متعدد الألوان معَ عبارة «One Love» في الوسط، وكان القصد من ارتداء هذه الشارة بحسبِ بعضهم «إرسال رسالة ضد التمييز من أيّ نوع». يُنظر إلى هذه الشارة والرسالة منها على أنها دعمٌ ضمني لمجتمع المثليين، كما شعرَ البعض أنّ الغرض من هذه الشارة هو «التحايل» على قوانين قطر فيما يخصُّ المثليين. عادةً ما تمنعُ الفيفا المنتخبات المشاركة في كأس العالَم من تغيير تصميمات شارة القيادة الخاصة بهم بل وتفرضُ غرامات ماليّة في هكذا أمور، لكنها لم تتدخل على الفور في هذه القضية. بحلول الـ 21 من تشرين الثاني/نوفمبر وبعد انطلاقِ البطولة ولكن قبل أن تلعب أيٌّ من الدول الأوروبية، أُخطرَ اتحادات كرة القدم ذات الصلة أن لاعبيهم سيحصلون على بطاقة صفراء إذا ارتدوا شارة القيادة التي تتوسّطها عبارة «One Love». كشفَ الاتحاد الدنماركي لكرة القدم لاحقًا أنّ الفيفا لم تُخطّط لإخبار المنتخبات الأوروبية بالعقوبة المحتمَلة لارتداء شارة حب واحد، بل إنّ الاتحاد الإنجليزي لكرة القدم هو من دعا الفيفا إلى فندق فريقهم لعقد اجتماعٍ طارئٍ في 21 نوفمبر يوم المباراة الأولى لإنجلترا، وخلال هذا الاجتماع أخطرَ ممثلي الفيفا المنتخبات التي شاركت في الاجتماع أنّ البطاقة الصفراء ستكون «الحد الأدنى» لعقوبة ارتداء شارة حب واحد، مع احتمالات أخرى بما في ذلك منع قادة المنتخبات كليًا من المشاركة في المباراة. انتقدَ بعضُ المشجعين وبعضٌ من اتحادات كرة القدم الفيفا لإجبارهم على الاختيار بين تمثيل بلدانهم أو التعبير عن آرائهم، فيما طالت انتقاداتٌ أخرى لاعبي المنتخبات المعنيّة لعدم قدرتهم على التعبير عن آرائهم.
حصلت عددٌ من الحوادث المتعلقة بالمثليين في مباريات المجموعة الثانيّة، حيث انتقدت حكومتي المملكة المتحدة والولايات المتحدة فيفا على قرارها بخصوص إنذار من يرتدي شارة حب واحد من قادة المنتخبات. انتقدَ في وقتٍ لاحقٍ من الأسبوع وزير الخارجية الأيرلندي سيمون كوفيني ما سمَّاها «هيئة إدارة كرة القدم العالمية» في برلمان بلاده، ووصفها بأنها «غير عادية تمامًا» مُضيفًا أنّ الفيفا لم تتخذ قرارًا بحظر شارات الذراع فحسب، بل استمرَّت في تغيير أسبابها، بما في ذلك تحويل اللوم بالقولِ إنّ ذلك بسبب منتخبات وطنية أخرى، وأضافَ كوفيني: «هذا تدخلٌ سياسي من قِبل الفيفا للحدِّ من حرية التعبير، وهو أمرٌ يستحق الذكر والنقد». على مستوى وسائل الإعلام، فقد غيَّرت صحيفة مترو البريطانيّة (بالإنجليزية: Metro)‏ شعار موقعها على الإنترنت إلى قوس قزح احتجاجًا على قرارِ الفيفا. انتقدت سكوت في وقتٍ سابقٍ وتحديدًا خلال حفل الافتتاح – الذي اختارت هيئة الإذاعة البريطانية عدم بثه، وعقد حلقةِ نقاشٍ في الاستوديو حول الخلافات حول قطر – انتقدت إنفانتينو بسبب إلقاءِ ما وصفتهُ بالخطاب المشوَّش (بالإنجليزية: rambling speech)‏ الذي حاولَ فيه بحسبها التقليل من شأن الخلافات حول البطولة، كما ادَّعت أنه فهم ما يشعرُ به المثليون في قطر (من بين الأقليات الأخرى) لأنّه عانى من التمييز من قبل.
أعلنَ الاتحاد الألماني لكرة القدم في 22 تشرين الثاني/نوفمبر أنه سيتخذ إجراءً قانونيًا ضد الفيفا بخصوص منعِ ارتداء شارة حبّ واحد، وأعلنَ رفقهُ القضية إلى محكمة التحكيم الرياضية. لعبَ المنتخب الألماني مباراته الأولى في اليوم التالي، وغطَّى اللاعبون أفواههم بأيديهم خلال الصورة الجماعيّة التي تُلتقطَ قُبيل المباراة احتجاجًا على الفيفا، في إشارةٍ إلى أنه قد تمَّ إسكاتهم. قلّد الصحفيون والعاملون في التليفزيون القطري في وقتٍ لاحقٍ هذه الحركة عندما خرجت ألمانيا من كأس العالم في دور المجموعات، وذلك للسخريّة من تركيزِ المنتخب الألماني على قضايا جانبيّة عوضَ كرة القدم. أعلن الاتحاد الإنجليزي لكرة القدم هو الآخر أنه يدرسُ الخيارات القانونية، قائلًا إنه يتفهم أن قواعد كأس العالم ستفْرِض فقط غرامة على انتهاكات الأطقم، وأن الفيفا ربما تحاول فرض قواعد مجلس الاتحاد الدولي لكرة القدم، مما قد يسمحُ لهم بتنفيذ عقوبات أخرى. والذي تعتقدُ إنجلترا أنه لا ينبغي أن ينطبق على كأس العالم بدلًا من ذلك.
كشفَ الاتحاد الدنماركي لكرة القدم في 23 نوفمبر عن تهديدِ الفيفا بتنزيلِ عقوبة كبيرة على اللاعبين الذين يرتدون الشارة، كما أعلنَ أنه ومنتخبات الاتحاد الأوروبي الأخرى كانوا يُناقشون الانسحاب الشامل من الفيفا، وقالوا إنهم لن يدعموا إعادة انتخاب إنفانتينو كرئيسٍ للفيفا. اقتربَ في نفس اليوم مسؤولون أمنيون من مراسل القناة الدانمركية 2 (بالإنجليزية: Danish TV 2)‏ كانَ يرتدي شارة حبّ واحد أثناء البثِّ من خارج الملعب، وطلبوا منه إزالة الشارة كما حاولوا منع الكاميرا من التصوير. بدأَ بعضٌ من الجماهير في شراءِ شارات حب واحد بعد هذا الجدل، ووفقًا لشركة بادج ديركت (بالإنجليزية: Badge Direct)‏ التي تُنتج هذا النوع من شارات الذراع، فقد بدأ البيعُ للعموم بحلول 24 نوفمبر. ردا على كلّ هذا، فقد سمحت الفيفا للمنتخبات بارتداء شارة «عدم التمييز» أو «لا للتمييز» الرسمية المخصَّصة لدور ربع النهائي خلال مرحلة المجموعات.

### منتخبات أخرى
رفضَت منظمة الفيفا في 21 تشرين الثاني/نوفمبر السماحَ لمنتخب بلجيكا بالتدربِ بقمصان تداريب تحتوي على كلمة «Love» (بالعربيّة: حب) داخل الياقة، على الرغم من أنّ الكلمة لا علاقة لها بحسبِ مسؤولين في المنتخبِ البلجيكي بأيّ حملةٍ تدعمُ حقوق مجتمع الميم. أدرجت الولايات المتحدة قوس قزح في العلامة التجارية لفريقهم، حيثُ استبدَلت الخطوط الحمراء في شعارها بأخرى ذات ألوان مختلفة لإنشاء عَلَم قوس قزح، ولكنها استخدمت هذا فقط في بعضِ المنتجات التي يستخدمها الفريق، وليس على القميصِ الرسمي. في سياقٍ آخر فقد أعلنَ الاتحاد الويلزي لكرة القدم نيّته عدم الانسحاب من الفيفا بسبب حظر شارة القيادة، لكنهم وجّهوا انتقاداتٍ شديدةٍ للمنظمة ووضعوا أعلام قوس قزح في ملاعب التدريب الخارجية احتجاجًا على المنع.

## مصادرة علم قوس قزح

علم ولاية بيرنامبوكو البرازيليّة الذي ادَّعت بعضُ الصحف الغربيّة استيلاء السلطات الأمنيّة عليه في حوادث متفرقة بسبب التشابه مع عَلَم المثليين.